# Amplificateur distribué

Amplificateur à ondes progressives à N-étage

Les amplificateurs distribués sont des circuits qui intègrent la théorie des lignes de transmission dans la conception traditionnelle des amplificateurs afin d'obtenir un produit gain-largeur de bande plus important que celui réalisable par les circuits classiques.

## Histoire
La conception des amplificateurs distribués a été formulée pour la première fois par William S. Percival en 1936. Cette année-là, Percival a proposé une conception permettant d'additionner linéairement les transconductances de tubes à vide individuels sans lier leurs capacités d'élément à l'entrée et à la sortie, ce qui a permis d'obtenir un circuit dont le produit gain/largeur de bande est supérieur à celui d'un tube individuel. La conception de Percival n'a cependant pas été largement connue avant qu'une publication sur le sujet ne soit rédigée par Ginzton, Hewlett, Jasberg et Noe en 1948. C'est à ce dernier article que l'on doit le terme d'amplificateur distribué. Traditionnellement, les architectures de conception étaient réalisées à partir de la technologie des tubes à vide.  

## Technologie Actuelle
Plus récemment, les technologies de semi-conducteurs III-V, comme le GaAs ,, et l'InP, ont été utilisées,.Ils présentent des performances supérieures résultant de bandes interdites plus élevées (mobilité électronique plus élevée), d'une vitesse d'électrons saturés plus élevée, de tensions de claquage plus élevées et de substrats à résistivité plus élevée. Ces derniers contribuent largement à la disponibilité de dispositifs passifs intégrés à facteur de qualité plus élevé (facteur Q) dans les technologies des semi-conducteurs III-V. 
Pour répondre aux exigences du marché en matière de coût, de taille et de consommation d'énergie des circuits intégrés monolithiques hyperfréquences (MMIC), la recherche se poursuit dans le développement de procédés numériques bulk-CMOS courants à cet effet. La mise à l'échelle continue de la taille des caractéristiques dans les technologies actuelles de circuits intégrés a permis aux circuits CMOS micro-ondes et à ondes millimétriques de bénéficier directement de l'augmentation des fréquences de gain unitaire de la technologie mise à l'échelle. Cette mise à l'échelle des dispositifs, ainsi que le contrôle avancé des processus disponible dans les technologies actuelles, a récemment permis d'atteindre une fréquence de transition (ft) de 170 GHz et une fréquence d'oscillation maximale (fmax) de 240 GHz dans un processus CMOS de 90 nm.

## Théorie du fonctionnement
Le fonctionnement de l'amplificateur distribué est peut-être plus facile à comprendre si on l'explique en termes d'amplificateur à tube à ondes progressives (TWTA). l'amplificateur distribué consiste en une paire de lignes de transmission avec des impédances caractéristiques de {\displaystyle Z0} connectant indépendamment les entrées et les sorties de plusieurs dispositifs actifs. Un signal RF est ainsi fourni à la section de la ligne de transmission connectée à l'entrée du premier dispositif. Au fur et à mesure que le signal d'entrée se propage sur la ligne d'entrée, les différents dispositifs répondent à l'étape d'entrée progressive en induisant une onde progressive complémentaire amplifiée sur la ligne de sortie. Cela suppose que les délais des lignes d'entrée et de sortie sont égaux grâce à la sélection des constantes de propagation et des longueurs des deux lignes et que les signaux de sortie de chaque dispositif individuel s'additionnent en phase. Les résistances de terminaison {\displaystyle Zg} et {\displaystyle Zd} sont placées de manière à minimiser les réflexions destructives. 
Le gain transconducteur de chaque dispositif est gm et l'impédance de sortie vue par chaque transistor est la moitié de l'impédance caractéristique de la ligne de transmission. Ainsi, le gain de tension global de l'amplificateur distribué est de :  
Av = ½ n·gm·Z0, où n est le nombre d'étages.
En négligeant les pertes, le gain présente une dépendance linéaire par rapport au nombre de dispositifs (étages). Contrairement à la nature multiplicative d'une cascade d'amplificateurs conventionnels, l'amplificateur distribué démontre une qualité additive. C'est cette propriété synergique de l'architecture de l'amplificateur distribué qui lui permet de fournir un gain à des fréquences supérieures à celle de la fréquence de gain unitaire des étages individuels. En pratique, le nombre d'étages est limité par la diminution du signal d'entrée résultant de l'atténuation sur la ligne d'entrée. Les moyens de déterminer le nombre optimal d'étages sont examinés ci-dessous. La bande passante est généralement limitée par les désaccords d'impédance provoqués par les parasites des dispositifs dépendant de la fréquence. 
L'architecture DA introduit un retard afin d'obtenir ses caractéristiques de gain à large bande. Ce retard est une caractéristique souhaitée dans la conception d'un autre système distributif appelé oscillateur distribué. 

## Éléments groupés
Les lignes à retard sont constituées d'éléments groupés de type L et C. Le L parasite et le C des transistors sont utilisés à cet effet et, en général, un L est ajouté pour augmenter l'impédance de la ligne. En raison de l'effet Miller dans l'amplificateur à source commune, la ligne de transmission d'entrée et de sortie est couplée. Par exemple, pour l'inversion de tension et l'amplification de courant, l'entrée et la sortie forment une ligne symétrique blindée. Le courant augmente dans la ligne de transmission de sortie avec chaque transistor suivant, et donc de moins en moins de L est ajouté pour maintenir la tension constante et de plus en plus de C supplémentaire est ajouté pour maintenir la vitesse constante. Ce C peut provenir des parasites d'un deuxième étage. Ces lignes à retard n'ont pas une dispersion plate près de leur coupure, il est donc important d'utiliser la même périodicité L-C en entrée et en sortie. Si on insère des lignes de transmission, l'entrée et la sortie s'éloigneront l'une de l'autre. 
Pour un amplificateur distribué, l'entrée est alimentée en série dans les amplificateurs et en parallèle hors de ceux-ci. Pour éviter les pertes à l'entrée, aucun signal d'entrée n'est autorisé à fuir. Ceci est évité en utilisant une entrée et une sortie équilibrées, également connues sous le nom d'amplificateur push-pull. Ainsi, tous les signaux qui fuient à travers les capacités parasites s'annulent. La sortie est combinée dans une ligne à retard à impédance décroissante. Pour un fonctionnement en bande étroite, d'autres méthodes d'adaptation de phase sont possibles, qui évitent de faire passer le signal par de multiples bobines et condensateurs. Cela peut être utile pour les amplificateurs de puissance. 
En raison de l'effet Miller, un transistor à source commune se comporte comme un condensateur (non inversé) à haute fréquence et présente une transconductance inversée à basse fréquence. Le canal du transistor a trois dimensions. Une dimension, la largeur, est choisie en fonction du courant nécessaire. Le problème est que pour un transistor unique, la capacité parasite et le gain s'échelonnent tous deux linéairement avec la largeur. Pour l'amplificateur distribué, la capacité  c'est-à-dire la largeur du transistor unique est choisie en fonction de la fréquence la plus élevée et la largeur nécessaire pour le courant est répartie sur tous les transistors. 

## Application
Ces résistances de terminaison ne sont généralement pas utilisées en CMOS, mais les pertes dues à celles-ci sont faibles dans les applications typiques. Dans les amplificateurs de puissance à l'état solide, plusieurs transistors discrets sont souvent utilisés pour des raisons de puissance. Si tous les transistors sont commandés de manière synchronisée, une puissance de commande de grille très élevée est nécessaire. Pour les fréquences auxquelles des bobines petites et efficaces sont disponibles, les amplificateurs distribués sont plus efficaces. 
La tension peut être amplifiée par un transistor à grille commune, qui ne présente aucun effet miller et aucune coupure de fréquence à gain unitaire. En l'ajoutant, on obtient la configuration cascode. La configuration à grille commune est incompatible avec le CMOS ; elle ajoute une résistance, ce qui signifie une perte, et convient mieux aux applications à large bande qu'à celles à haut rendement. 
- Radio
- Modulateur acousto-optique
- Convertisseur temps-numérique (TDC)

## Voir Aussi
- Diode Gunn est un dispositif sans C ou L parasite très adapté aux applications à large bande.
- Circuit à réaction est un circuit utilisant les parasites d'un seul transistor pour un amplificateur haute fréquence à bande étroite.
- Oscillateur Armstrong est un circuit utilisant les parasites d'un seul transistor pour un oscillateur haute fréquence à bande étroite.